# Fudbalski Klub Radnik Bijeljina
FK Radnik Bijeljina é uma equipe bósnia de futebol com sede em Bijeljina. Disputa a primeira divisão da Bósnia e Herzegovina (Premijer Liga).
Seus jogos são mandados no Gradski stadion, que possui capacidade para 6.000 espectadores.

## História
O FK Radnik Bijeljina foi fundado em 14 de Junho de 1945.

## Elenco
Nota: Bandeiras indicam equipe nacional, conforme definido pelas regras de elegibilidade da FIFA. Os jogadores podem ter mais de uma nacionalidade não-FIFA.
| N.º |                      | Posição | Jogador           |
| --- | -------------------- | ------- | ----------------- |
| 1   | Bósnia e Herzegovina | G       | Miloš Đurković    |
| TBD | Bósnia e Herzegovina | G       | Mladen Lučić      |
| 2   | Bósnia e Herzegovina | D       | Dušan Hodžić      |
| 4   | Sérvia               | D       | Ivan Jakovljević  |
| 5   | Bósnia e Herzegovina | D       | Samir Memišević   |
| 6   | Eslovénia            | D       | Taulant Kadrija   |
| 12  | Sérvia               | D       | Mladen Zeljković  |
| 15  | Bósnia e Herzegovina | D       | Željko Krsmanović |
| TBD | Montenegro           | D       | Nikola Čelebić    |
| TBD | Bósnia e Herzegovina | D       | Jovo Kojić        |
| 3   | Bósnia e Herzegovina | M       | Dino Beširević    |
| 7   | Sérvia               | M       | Dejan Janković    |
| 8   | Bósnia e Herzegovina | M       | Mladen Žižović    |

| N.º |                      | Posição | Jogador           |
| --- | -------------------- | ------- | ----------------- |
| 9   | Bósnia e Herzegovina | M       | Aleksandar Vasić  |
| 11  | Bósnia e Herzegovina | M       | Milivoje Lazić    |
| 18  | Sérvia               | M       | Stanko Ostojić    |
| 19  | Sérvia               | M       | Nenad Srećković   |
| 25  | Bósnia e Herzegovina | M       | Eldin Mašić       |
| TBD | Bósnia e Herzegovina | M       | Velibor Đurić     |
| TBD | Sérvia               | M       | Dušan Martinović  |
| 10  | Bósnia e Herzegovina | A       | Jovica Stokić     |
| 16  | Montenegro           | A       | Marko Obradović   |
| 17  | Bósnia e Herzegovina | A       | Dejan Maksimović  |
| 20  | Bósnia e Herzegovina | A       | Aleksandar Glišić |
| TBD | Sérvia               | A       | Nikola Gajić      |